# Rosetta@home
Rosetta@home è un progetto di calcolo distribuito per la previsione della struttura delle proteine sulla piattaforma BOINC (Berkeley Open Infrastructure for Network Computing), svolto al Baker laboratory all'Università di Washington. Rosetta@home si propone di prevedere le interazioni proteina-proteina e di progettare nuove proteine con l'aiuto di 1.381.985 volontari, 4.541.729 computer, per una potenza di calcolo totale di 278 TeraFLOPS in media (alla data del 22 novembre 2024). Foldit, un videogioco di Rosetta@home, mira a raggiungere questi obiettivi con un approccio di "crowdsourcing". Benché il grosso del progetto sia orientato verso la ricerca di base per migliorare la precisione e la robustezza dei metodi di proteomica, Rosetta@home fa anche ricerca applicata sulla malaria, la malattia di Alzheimer e altre patologie.
Come tutti i progetti BOINC, Rosetta@home utilizza le potenzialità di elaborazione inutilizzate dai computer dei volontari, per eseguire calcoli su unità di lavoro individuali. I risultati ottenuti vengono inviati a un server centrale del progetto, dove vengono convalidati ed inseriti nelle banche dati del progetto. Il progetto è multi piattaforma, e gira su una vasta gamma di configurazioni hardware. Gli utenti possono vedere il progresso delle loro previsioni della struttura della proteina sullo screensaver di Rosetta@home.
Rosetta@Home possiede anche una versione beta del progetto, Ralph@Home, in cui vengono testati i nuovi applicativi, le nuove impostazioni e tutto ciò che verrà poi introdotto nella versione definitiva sul progetto.
Oltre alla ricerca legata alle malattie, la rete di Rosetta@home funge da quadro di test per nuovi metodi di bioinformatica strutturale. Questi nuovi metodi sono poi utilizzati in altre applicazioni basate su Rosetta, come RosettaDock e il progetto Human Proteome Folding, dopo essere stati sufficientemente sviluppati e giudicati stabili sull'ampio e diversificato gruppo di utenti di Rosetta@home. Due prove particolarmente importanti per i nuovi metodi sviluppati con Rosetta@home sono il Critical Assessment of Techniques for Protein Structure Prediction (CASP) e il Critical Assessment of Prediction of Interactions (CAPRI), esperimenti biennali che valutano rispettivamente lo stato dell'arte nella previsione della struttura delle proteine e dell'interazione proteina-proteina. Rosetta@home si classifica tra i principali programmi di simulazione delle interazioni tra proteine ed è uno dei migliori metodi di previsione della struttura terziaria disponibili.

## La piattaforma di calcolo
Sia l'applicazione Rosetta@home che la piattaforma di calcolo distribuito BOINC sono disponibili per Microsoft Windows, Linux e Macintosh (BOINC è disponibile anche per diverse altre piattaforme, come ad esempio FreeBSD). La partecipazione a Rosetta@home richiede un'unità centrale di elaborazione (CPU) con una velocità di clock di almeno 500 MHz, 20 gigabyte di spazio libero sul disco, 512 megabyte di memoria RAM e una connessione a Internet. Al 27 novembre 2024, la versione dell'applicazione Rosetta Beta è la 6.06 per Windows, Mac e Linux, mentre è la 4.20 per i dispositivi Android. La versione di BOINC consigliata è la 8.0.2. Lo standard HTTP (porta 80) viene utilizzato per la comunicazione tra il client BOINC dell'utente e i server di Rosetta@home all'Università di Washington; HTTPS (porta 443) è usato durante lo scambio di password. Il controllo remoto e locale del client BOINC usa le porte 31.416 e 1043, che potrebbero aver bisogno di essere specificamente sbloccate se sono sotto un firewall. Le unità di lavoro (Workunits), che contengono dati sulle singole proteine, sono distribuite dai server situati nel laboratorio Baker all'Università di Washington ai computer dei volontari, i quali calcolano una previsione della struttura per la proteina assegnata. Per evitare previsioni di struttura duplicate su una data proteina, ogni Workunit viene inizializzata con dei numeri casuali. Questo dà ad ogni previsione una traiettoria unica di discesa lungo il panorama energetico della proteina. Le previsioni di struttura su Rosetta@home sono approssimazioni di un minimo globale nel paesaggio energetico di una data proteina.  Questo minimo globale rappresenta la conformazione più energicamente favorevole della proteina, cioè il suo stato nativo.
Una caratteristica principale dell'interfaccia grafica (GUI) di Rosetta@home è un salvaschermo che mostra il progresso della workunit in esecuzione durante il processo di folding simulato. Nell'angolo in alto a sinistra dello screensaver, la proteina bersaglio è mostrata mentre adotta forme diverse (conformazioni) durante la ricerca della sua struttura a più bassa energia. Raffigurata subito a destra c'è la struttura più recente accettata. In alto a destra è mostrata la conformazione a più bassa energia finora trovata, al di sotto c'è la vera, o nativa, struttura della proteina, se è già stato determinata sperimentalmente. Tre grafici sono inclusi nello screensaver. Al centro, un grafico indica l'energia libera accettata, la quale fluttua via via che il modello accettato cambia. Un grafico della root mean square deviation (RMSD) del modello accettato, che misura quanto il modello accettato sia strutturalmente simile al modello originario, viene visualizzato a destra. Sulla destra del grafico dell'energia e sotto il grafico RMSD, i risultati di queste due funzioni vengono utilizzati per produrre il riquadro energia vs RMSD,  mentre il modello viene progressivamente raffinato.
Come tutti i progetti BOINC, Rosetta@home viene eseguito in background sul computer dell'utente usando la potenza inutilizzata. Rosetta@home libera le risorse dalla CPU non appena sono richieste da altre applicazioni in modo che l'uso normale del computer non venga influenzato. Per ridurre al minimo il consumo di energia o calore di un computer che lavora in modo sostenuto, la percentuale massima delle risorse della CPU a cui Rosetta@home può accedere, può essere specificata tramite le preferenze dell'account utente. Le ore dei giorni durante le quali Rosetta@home è autorizzata ad eseguire il lavoro, possono anche loro essere regolate insieme a molte altre preferenze, attraverso le impostazioni dell'account.
Rosetta, il software che gira sulla rete Rosetta@home, è stato riscritto in C++ per permettere uno sviluppo più facile di quello offerto dalla sua versione originale, che è stata scritta in Fortran. Questa nuova versione è object-oriented, ed è stata pubblicata l'8 febbraio 2008. Lo sviluppo del codice di Rosetta è fatto da Rosetta Commons. Il software è liberamente concesso in licenza alla comunità accademica e disponibile a pagamento per le società farmaceutiche.

## Importanza del progetto
Decodificare il genoma umano è probabilmente il più grande successo di questo secolo. Ma prima che possa essere impiegata questa conoscenza gli scienziati devono fare avanzare di un passo la ricerca: essi hanno bisogno di capire come le proteine sono costruite dal nostro DNA. Le proteine sono le parti che costituiscono le cellule viventi.
Con il completamento del Genoma umano gli scienziati hanno soltanto una visione "piana" della struttura delle proteine (la struttura primaria sono le sequenze di aminoacidi). Per poter conoscere approfonditamente cosa fanno le proteine, gli scienziati hanno bisogno di conoscere la struttura tridimensionale delle proteine (struttura terziaria). Conoscendo le proteine in 3D, gli scienziati potranno intuire il loro ruolo nei processi delle cellule e creare terapie più efficaci nel combattere un gran numero di malattie.
La struttura 3D delle proteine attualmente è scoperta in modo sperimentale nei laboratori attraverso la cristallografia a raggi X oppure attraverso la risonanza magnetica nucleare. Il processo è però molto lento (possono essere impiegate settimane o addirittura mesi per capire come cristallizzare una proteina per la prima volta) e molto costoso (circa $100'000 USD per proteina). Una volta che la struttura 3D di una proteina è completata, spesso viene depositata in un database di pubblico dominio come il Protein Databank o il Cambridge Protein Structure Database. Purtroppo, il tasso a cui nuove sequenze vengono scoperte, supera di gran lunga la determinazione della loro struttura. Di oltre 7.400.000 sequenze proteiche disponibili nel database di proteine non ridondanti in NCBI, meno di 140.000 strutture tridimensionali sono state risolte e depositate presso il Protein Data Bank, la banca dati principale per le informazioni sulla struttura delle proteine. Uno degli obiettivi principali di Rosetta@home è quello di prevedere le strutture proteiche con la stessa precisione dei metodi esistenti, ma in un modo che richiede molto meno tempo e denaro.
Rosetta@home sviluppa anche metodi per determinare la struttura e l'interazione delle proteine di membrana (ad esempio, GPCR), che sono particolarmente difficili da analizzare con tecniche tradizionali, ma che rappresentano la maggioranza degli obiettivi per i moderni farmaci.

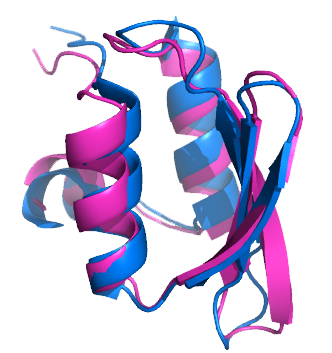
Il target T0281 del CASP6, la prima previsione ab initio di una struttura proteica che si è avvicinata ad una risoluzione a livello atomico. Rosetta ha prodotto un modello per T0281 (sovrapposto in magenta) con un RMSD di 1.5 Å dalla struttura cristallina (blu).

I progressi nella previsione della struttura delle proteine sono valutati ogni due anni nel Critical Assessment of Techniques for Protein Structure Prediction (CASP), in cui ricercatori di tutto il mondo cercano di ricavare la struttura di una proteina a partire dalla sequenza dei suoi amminoacidi. I gruppi di ricerca che ottengono alti punteggi in questo esperimento talvolta competitivo, sono considerati portatori di uno standard per quello che è lo stato dell'arte nella previsione della struttura delle proteine. Rosetta, il programma su cui Rosetta@home si basa, è stato utilizzato fin dal CASP5 nel 2002. Nell'esperimento CASP6 del 2004, Rosetta è passata alla storia per essere il primo programma a produrre, nel suo modello presentato per il CASP target T0281, una previsione di una struttura proteica ab initio vicina alla risoluzione a livello atomico. La previsione ab initio è considerata una categoria di previsione di strutture particolarmente difficile, in quanto non utilizza informazioni provenienti da omologia strutturale e può contare solo su informazioni provenienti da omologia di sequenza e modellazione fisica delle interazioni all'interno della proteina. Rosetta@home è stata utilizzata nel CASP dal 2006, ed è stata tra i migliori gruppi di previsione in ogni categoria di previsione della struttura nel CASP7. Queste previsioni di alta qualità sono state possibili grazie alla potenza di calcolo messa a disposizione dai volontari di Rosetta@home. Un aumento della potenza di calcolo, consentirà a Rosetta@home di sondare più regioni nello spazio conformazionale (le possibili forme che una proteina può assumere), che, secondo il paradosso di Levinthal, aumentano in modo esponenziale con la lunghezza della proteina.
Rosetta@home è utilizzata anche nella previsione di interazioni proteiche, in cui si determina la struttura di complessi multiproteici, o strutture quaternarie. Questo tipo di interazioni proteiche è presente in molte funzioni cellulari, tra cui antigene-anticorpo, legame enzima-inibitore e import-export cellulare. Determinare queste interazioni è essenziale per lo sviluppo di farmaci. Rosetta è utilizzata nel Critical Assessment of Prediction of Interactions (CAPRI), che valuta lo stato dell'arte nel campo del docking proteico, analogamente a come il CASP misura i progressi nella previsione della struttura delle proteine. La potenza di calcolo messa a disposizione dai volontari del progetto Rosetta@home è stato considerato un fattore importante nelle prestazioni di Rosetta in CAPRI, dove le sue previsioni di docking sono state tra le più accurate e complete.
All'inizio del 2008, Rosetta è stata utilizzata per la progettazione computazionale di una proteina con una funzione mai osservata in natura. Questo è stato in parte ispirato da un articolo di alto profilo del 2004, che descrive la progettazione computazionale di una proteina con migliorata attività enzimatica rispetto alla sua forma naturale. In un articolo del 2008 dal gruppo David Baker, in cui è citato il progetto Rosetta@home per le risorse computazionali che ha messo a disposizione, viene descritto come la proteina è stata fatta. L'articolo è stato un importante proof of concept per questo metodo di progettazione di proteine. Questo tipo progettazione di proteine potrebbe avere applicazioni future nella scoperta di farmaci, nella chimica verde, e nel biorisanamento.

## Attinenza medica
Rosetta@home è un progetto focalizzato sulla ricerca di base, ma parte del lavoro include vari virus tra cui AIDS, malattia di Alzheimer, cancro e malaria. Non ancora tutti i progetti appena citati sono già sulla piattaforma BOINC perché il progetto sta lavorando su di un efficiente sistema per le code in grado di permettere ai ricercatori di inviare nuovi progetti in maniera semplice ((EN)  ).
Esiste un collegamento in tre punti che porta dalla previsione strutturale al trattamento della malattia:
1. Previsione strutturale e disegno delle proteine sono strettamente collegati:
Miglioramenti nella previsione strutturale portano a miglioramenti nel disegno delle proteine, il quale a sua volta può essere direttamente tradotto nella creazione di nuovi enzimi, vaccini ecc.
2. La previsione strutturale identifica gli obiettivi per nuove medicine:
Quando prevediamo la struttura delle proteine del genoma umano su larga scala, noi impariamo molto sul funzionamento delle proteine che aiuterà a capire come lavorano le cellule e come si formano le malattie. Più concretamente, gli scienziati saranno in grado di identificare molti nuovi obiettivi per le medicine per quelle piccole molecole inibitrici che possono essere disegnate.
3. La previsione strutturale permette di usare il "disegno razionale" per creare nuove medicine:
Se si conosce la struttura di una proteina, si può determinare i suoi siti funzionali, e specificatamente gli obiettivi per quei siti che possono essere inattivati da una nuova medicina.

## Ricerca legata alle malattie
Oltre alla ricerca di base volta a prevedere la struttura delle proteine, il docking e la progettazione, Rosetta@home è utilizzata anche nell'immediata ricerca legata alle malattie. Numerosi progetti di ricerca minori sono descritti nel David Baker's Rosetta@home journal.

### La malattia di Alzheimer
Un componente della suite del software Rosetta, RosettaDesign, è stato utilizzato per prevedere con precisione quali regioni di proteine amiloidogeniche sono più propense a formare fibrille simili a quelle amiloidi. Prendendo esopeptidi (frammenti lunghi sei aminoacidi) di una proteina di interesse e selezionando quello a più bassa energia con struttura simile a quella di un esapeptide che si sa formare delle fibrille, RosettaDesign è stato in grado di identificare peptidi con il doppio delle probabilità di formare fibrille rispetto a proteine casuali. Rosetta@home è stata utilizzata nello stesso studio per prevedere le strutture della betamiloide, una proteina fibrillare che è stata ipotizzata essere la causa della malattia di Alzheimer. Sono stati ottenuti risultati preliminari, non ancora pubblicati, su delle proteine progettate con Rosetta che possono impedire la formazione di fibrille, anche se non si sa se questo possa prevenire la malattia.

### Antrace
Un altro componente di Rosetta, RosettaDock, è stato utilizzato in combinazione con metodi sperimentali per fare un modello delle interazioni fra tre proteine - il fattore letale (LF), il fattore edema (EF) e l'antigene protettivo (PA) - che costituiscono la tossina dell'antrace. Il modello al computer ha previsto con precisione il docking tra PA e LF, contribuendo a stabilire quali domini delle rispettive proteine sono coinvolti nel complesso LF-PA. Questo modello è stato infine utilizzato nel campo della ricerca con conseguente miglioramento dei vaccini contro l'antrace.

### Herpes simplex virus 1
RosettaDock è stato utilizzato per simulare l'ancoraggio tra un anticorpo (immunoglobulina G) e una proteina di superficie espressa dal virus herpes simplex 1 (HSV-1) che serve a degradare l'anticorpo antivirale. Il complesso proteico previsto da RosettaDock concorda strettamente con i modelli sperimentali particolarmente difficili da ottenere, portando i ricercatori a concludere che il metodo di previsione del docking ha il potenziale di risolvere alcuni dei problemi che la cristallografia a raggi X ha con la modellazione delle interfacce proteina-proteina.

### HIV
Come parte di una ricerca sovvenzionata con 19,4 milioni di dollari dalla Bill e Melinda Gates Foundation, Rosetta@home è stata utilizzata nella progettazione di diversi possibili vaccini per il virus dell'immunodeficienza umana (HIV).

### Malaria
In una ricerca coinvolta nell'iniziativa Grand Challenges in Global Health, Rosetta è stata utilizzata per progettare nuove proteine che potrebbero eliminare Anopheles gambiae oppure rendere la zanzara incapace di trasmettere la malaria. Essere in grado di modellare e modificare specificamente le interazioni proteina-DNA, conferisce ai metodi di progettazione computazionale di proteine, come Rosetta, un ruolo importante nella terapia genica (che include possibili trattamenti del cancro).

## Storia dello sviluppo e dei software derivati
Originariamente introdotto dal laboratorio Baker nel 1998 come un approccio ab initio per la previsione della struttura, Rosetta da allora si è ramificata in diverse vie di sviluppo e servizi distinti. La piattaforma di Rosetta prende il suo nome dalla Stele di Rosetta, poiché tenta di decifrare il "significato" strutturale delle sequenze proteiche di aminoacidi. Ad oltre sette anni dalla prima apparizione di Rosetta, il progetto Rosetta@home è stato avviato (cioè annunciato come non più beta), il 6 ottobre 2005. Molti degli studenti laureati e altri ricercatori coinvolti nello sviluppo iniziale di Rosetta, si sono da allora spostati in altre università e istituti di ricerca e hanno successivamente rafforzato diverse parti del progetto Rosetta.

### RosettaDesign

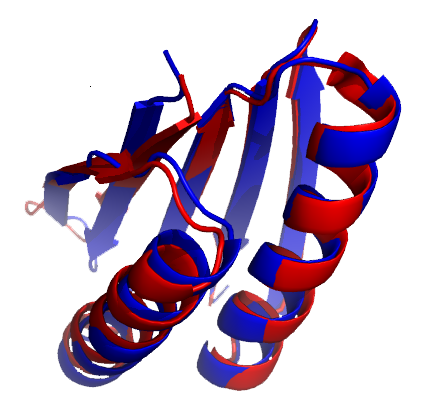
Sovrapposizione del modello progettato da Rosetta (rosso) per Top7 sulla sua struttura cristallina ai raggi X (blu, PDB ID: 1QYS)

RosettaDesign, un approccio computazionale per la progettazione di proteine basato su Rosetta, è iniziato nel 2000 con uno studio volto a ridisegnare il percorso di ripiegamento di una proteina G. Nel 2002 RosettaDesign è stato utilizzato per progettare Top7, una proteina α/β lunga 93 aminoacidi che ha un ripiegamento mai osservato prima in natura. Questa nuova conformazione è stata predetta da Rosetta entro un RMSD di 1,2 Å dalla struttura determinata tramite cristallografia a raggi X, il che rappresentava una previsione insolitamente accurata. Rosetta e RosettaDesign hanno guadagnato un ampio riconoscimento per essere stati i primi a progettare e prevedere con precisione la struttura di una nuova proteina di tale lunghezza. A prova di questo, l'articolo del 2002, che descrive il duplice approccio, ha portato a due lettere sulla rivista Science ed è stato citato da più di 240 diversi articoli scientifici. Il prodotto concreto di questa ricerca, Top7, è stata intitolata come “Proteina del Mese” sul database Protein Data Bank nel mese di ottobre 2006; una sovrapposizione dei rispettivi nuclei (residui 60-79) delle sue strutture cristalline prevista e a raggi X, rappresentano il logo di Rosetta@home.
Brian Kuhlman, un ex postdoc nel laboratorio di David Baker e ora assistente professore presso la Università del Nord Carolina, Chapel Hill, offre RosettaDesign come servizio online.

### RosettaDock
RosettaDock è stato aggiunto alla suite software di Rosetta durante il primo esperimento CAPRI nel 2002, in qualità di algoritmo del laboratorio di Baker per la previsione del docking proteina-proteina. In questo esperimento, RosettaDock ha fatto una previsione ad alta precisione del docking tra l'esotossina piogenica A di streptococco e un recettore a catena β delle cellule T, e una previsione di media precisione per un complesso tra una α -amilasi e il suo anticorpo. Nonostante il metodo RosettaDock avesse fatto solo due predizioni accettabilmente accurate su sette possibili, questo è stato sufficiente per classificarlo settimo su diciannove metodi di previsione nel primo esperimento CAPRI.
Lo sviluppo di RosettaDock si è diviso in due rami per le successive gare CAPRI, dato che Jeffrey Gray, che ha gettato le basi per RosettaDock mentre era all'Università di Washington, ha continuato a lavorare sul metodo nella sua nuova posizione presso la Johns Hopkins University. I membri del laboratorio di Baker hanno continuato lo sviluppo di RosettaDock in assenza di Gray. Le due versioni differiscono leggermente nella modellazione delle catene laterali, la selezione del “richiamo” e in altri settori. Nonostante queste differenze, sia il metodo di Baker che quello di Gray hanno dato buoni risultati nella seconda competizione CAPRI, posizionandosi rispettivamente quinto e settimo su un totale di 30 gruppi. Il server RosettaDock di Jeffrey Gray è disponibile come servizio gratuito di predizione di docking proteico per uso non commerciale.
Nel mese di ottobre 2006, RosettaDock è stata integrata in Rosetta@home. Il metodo utilizza una veloce e grezza fase di modello del docking utilizzando solo lo scheletro delle proteine. Questa è seguita da una lenta fase di perfezionamento atomico in cui l'orientamento rispettivo delle due proteine interagenti, e l'interazione delle catene laterali all'interfaccia proteina-proteina, vengono contemporaneamente ottimizzati per trovare la conformazione a più bassa energia. Il notevole aumento di potenza di calcolo offerto dalla rete di Rosetta@home, in combinazione con la rivista rappresentazione "fold-tree"  di flessibilità dello scheletro e modellazione dei loop, ha portato RosettaDock ad essere sesta su 63 gruppi di previsione nel terzo esperimento CAPRI.

### Robetta
Il server Robetta è un servizio automatizzato di previsione della struttura proteica offerto dal laboratorio di Baker per la modellazione comparativa ab initio non a fini commerciali. Ha partecipato come server automatico di previsione negli esperimenti CASP fin dal CASP5 nel 2002, dimostrandosi tra i migliori nella categoria di previsione automatizzata. Da allora Robetta ha gareggiato nel CASP6 e 7, dove ha fatto meglio della media sia tra i server automatici che tra i gruppi di previsione umani.
Nel modellare la struttura della proteina del CASP6, Robetta prima cerca degli omologhi strutturali utilizzando BLAST, PSI-BLAST e 3D-Jury, poi analizza la sequenza della proteina nei suoi singoli domini, o ripiega indipendentemente unità della proteina, facendo corrispondere la sequenza a famiglie strutturali nel Pfam database. I domini con omologhi strutturali seguono quindi un protocollo "template-based model" (es, modellazione per omologia). A questo punto, il programma di allineamento del laboratorio di Baker, K* sync, produce un gruppo di omologhi di sequenza e ciascuno di questi è modellato dal metodo de novo di Rosetta per produrre un “richiamo” (possibile struttura). La previsione finale della struttura è selezionata prendendo il modello a più bassa energia determinato dalla funzione energetica a bassa risoluzione di Rosetta. Per i domini che non presentano omologhi strutturali, viene seguito un protocollo de novo, in cui il modello a più bassa energia da una serie di “richiami” generati è selezionato come la previsione finale. Queste previsioni dei domini sono poi collegate tra loro per indagare interazioni a livello terziario e inter-dominio all'interno della proteina. Infine, i contributi delle catene laterali sono modellati utilizzando un protocollo Monte Carlo per la ricerca conformazionale.
Nel CASP8, Robetta è stata ampliata per utilizzare il metodo ad alta risoluzione (all atom refinement) di Rosetta, la cui assenza è stata giudicata come la causa principale della minor accuratezza di Robetta rispetto alla rete di Rosetta@home nel CASP7.

### Foldit
Il 9 maggio 2008, dopo che gli utenti di Rosetta@home avevano suggerito una versione interattiva del programma di calcolo distribuito, il laboratorio di Baker ha pubblicamente reso disponibile Foldit, un gioco online per la previsione della struttura delle proteine basato sulla piattaforma di Rosetta. Al 20 settembre 2016, Foldit ha oltre 240.000 utenti registrati. Il gioco offre agli utenti una serie di controlli (ad esempio, "mischiare", "muovere", "ricostruire") per manipolare lo scheletro e le catene laterali di una proteina in conformazioni energicamente favorite. Gli utenti possono lavorare sulle proteine singolarmente come "soloists" o collettivamente come "evolvers", acquisendo punti sotto una delle due categorie man mano che migliorano le loro previsioni di struttura. Gli utenti possono anche competere individualmente con altri utenti attraverso la modalità "duello", in cui vince il giocatore che ottiene la struttura a minore energia dopo 20 mosse.

## Confronto a simili progetti di calcolo distribuito
Ci sono diversi progetti di calcolo distribuito che hanno aree di studio simili a quelle di Rosetta@home, ma differiscono nel loro approccio di ricerca:

### Folding@home
Di tutti i principali progetti di calcolo distribuito coinvolti nella ricerca sulle proteine, Folding@home è l'unico a non utilizzare la piattaforma BOINC. Sia Rosetta@home che Folding@home fanno ricerca su malattie legate al misfolding delle proteine (ad esempio la malattia di Alzheimer), ma Folding@home lo fa in modo più esclusivo. Invece di utilizzare metodi basati sulla struttura o il design per prevedere il comportamento, per esempio, dell'amiloide, Folding@home usa la dinamica molecolare per fare dei modelli su come le proteine si ripiegano (o potenzialmente mal-ripiegano e successivamente aggregano). In altre parole, la forza di Folding@home è la modellazione del processo di folding delle proteine, mentre la forza di Rosetta@home è la previsione della struttura delle proteine e delle loro interazioni, oltre che il design di nuove proteine. I due progetti differiscono anche in modo significativo per la loro potenza di calcolo e la diversità di hardware usato. A una media di circa 15,0 PetaFLOPS (15000 TeraFLOPS) con una base hardware che comprende PlayStation 3 e schede video, Folding@home ha quasi 55 volte la potenza di calcolo di Rosetta@home, che in media si aggira sui 270 TeraFLOPS con una base costituita esclusivamente da CPU.

### World Community Grid
Sia la fase I che la fase II di Human Proteome Folding (HPF), un sottoprogetto di World Community Grid, hanno utilizzato il programma Rosetta per fare annotazioni strutturali e funzionali di diversi genomi. Anche se ora la usa per creare banche dati per i biologi, Richard Bonneau, scienziato capo di Human Proteome Folding, è stato attivo nello sviluppo originale di Rosetta presso il laboratorio di David Baker, mentre conseguiva il dottorato.

### Predictor@home
Come Rosetta@home, Predictor@home era specializzato nella previsione della struttura delle proteine. Predictor@home prevedeva di sviluppare nuove aree per la sua piattaforma di calcolo distribuito nella progettazione di proteine e di docking proteico (utilizzando il pacchetto CHARMM di dinamica molecolare), divenendo così maggiormente paragonabile a Rosetta@home. Mentre Rosetta@home utilizza il programma Rosetta per la sua previsione della struttura, Predictor@home utilizzava la metodologia dTASSER.
Altri progetti di calcolo distribuito su BOINC correlati alle proteine sono QMC@home, Docking@home, POEM@home, SIMAP, e Tanpaku.